# Freda Newcombe
Freda Gladys Newcombe (1925–2001) est une neuropsychologue clinicienne britannique qui joue un rôle central dans le développement de la discipline de la neuropsychologie cognitive. Elle est membre du Linacre College d'Oxford de 1968 à 1992, puis membre honoraire à partir de 1992. Elle est présidente de la Société internationale de neuropsychologie en 1985 et est nommée membre honoraire de la Société britannique de psychologie en 1994. Elle reçoit un doctorat honorifique de l'Université d'Essex en 1995,,.

## Éducation
Newcombe obtient un baccalauréat ès arts avec distinction en psychologie à l'Université de Manchester en 1946, avant de poursuivre une formation postuniversitaire en psychologie clinique à l'Institut de psychiatrie de Londres. Elle s'installe ensuite en Grèce, où elle travaille à l'Organisation internationale de protection sociale à Athènes, avant de retourner au Royaume-Uni en 1961. En 1963, elle est recrutée par le professeur William Ritchie Russell de l'Université d'Oxford pour étudier les effets des lésions cérébrales causées par des blessures par éclats d'obus chez les militaires britanniques pendant la Seconde Guerre mondiale. Cette étude constitue la base de sa thèse de doctorat, décerné en 1966, sur le « Déficit intellectuel sélectif en relation avec les lésions cérébrales focales ».

## Recherches
Les études doctorales de Newcombe sur les anciens militaires  servent de base à son livre de 1969, Missile Wounds of the Brain: a study of psychological deficits dans lequel elle détaille les relations entre les déficits cognitifs et la localisation des lésions. Elle conserve tout au long de sa vie un intérêt pour le groupe d’anciens militaires qu’elle a étudié, élargissant ses études pour examiner l’impact des lésions cérébrales sur le vieillissement cognitif. Ses recherches se caractérisent par un intérêt non seulement pour les données de groupe, mais aussi pour l’étude détaillée de cas individuels. L'un d'entre eux, connu dans la littérature sous le nom de GR, avait un problème surprenant avec la lecture des mots, dans la mesure où il faisait des erreurs sémantiques ; par exemple, lorsqu'on lui présentait le mot « canari », il disait « perroquet » - un mot proche dans son sens mais assez différent dans sa prononciation. Ce profil cognitif, connu sous le nom de dyslexie profonde, est une source fertile de données pour les théories de la lecture et donne lieu à une collaboration de longue durée avec John C. Marshall.
Les recherches de Newcombe sont financées par le Medical Research Council jusqu'à sa retraite en 1990, lorsqu'elle crée l'unité de traumatisme crânien Russell-Cairns à l'infirmerie Radcliffe d'Oxford, en utilisant les fonds de son travail médico-légal. Une liste de ses articles scientifiques est disponible sur Google Scholar.

## Vie personnelle
En 1971, Newcombe épouse David Ellis, décédé en 1981. En 1994, elle épouse Bryan Cartledge, alors directeur du Linacre College. Elle prend sa retraite officielle en 1996.